# Helmut M. Zoidl
Helmut M. Zoidl  (* 9. Jänner 1934 in Linz Kleinmünchen; † 14. September 2013 in Judenburg) war ein österreichischer Unternehmer und Kunstsammler.

## Ausbildung und beruflicher Werdegang
Er wurde am 9. Jänner 1934 in Linz/Kleinmünchen geboren und besuchte dort die Volksschule. Nach dem Absolvieren der Realschule und der Handelsakademie studierte Zoidl von 1954 bis 1958 an der Hochschule für Welthandel in Wien. Nach dem Abschluss trat er als Betriebswirt in die Österreichischen Stickstoffwerke Linz ein, wo er zwei Jahre blieb. Danach wechselte er als Betriebswirt zur
Nettingsdorfer Papierfabrik, deren kaufmännischer Leiter er wurde. Ab 1973 war er für zwei Jahre Vorstandsmitglied der Ankerbrot Wien. Von 1975 bis 1977 war er als Geschäftsführer der Neusiedler Papierfabrik Hausmening tätig, anschließend bis 1979 Alleingeschäftsführer der Gewerbemanagement GmbH, einer Tochter der Volksbanken AG.
1980 trat er als Mitglied der Geschäftsführung in die Eumig GmbH Wiener Neudorf ein und war ab 1981 Alleingeschäftsführer der Eumig Fohnsdorf Industrie GmbH. 1985 konnte die Verlustzone verlassen werden.
Im selben Jahr beauftragte er Wolfgang Herzig mit der Gestaltung von drei Holzschnitten zum Thema Fohnsdorf, die er als Werbegeschenke seinen Kunden weitergab. In den folgenden drei Jahren entstanden je ein Zyklus von Herzig.
1991 erfolgte die Zusammenlegung der Eumig Fohnsdorf mit AT&S in Hinterberg und der Steirischen Elektronik in Fehring unter dem Vorsitz der Geschäftsführung von Helmut Zoidl. 1994 erwirbt die Gruppe Androsch-Dörflinger-Zoidl die inzwischen sanierte AT & S von der ÖIAG. 1995 wurde die GmbH in eine AG umgewandelt.
1995 entstand durch das Sponsoring von Zoidl ein Kunstbuch über Wolfgang Herzig, es folgten 1996 ein Buch über Karl Korab, 1997 Franz Ringel und 1998 Eduard Angeli. 1999 zog sich Helmut M. Zoidl nach und nach in den Ruhestand zurück. Der Erlös vom Verkauf seiner Anteile an der AT&S wurde in eine inzwischen gegründete H.M.Z. Stiftung eingebracht.

## Schloss Gabelhofen und die Kunstgalerie

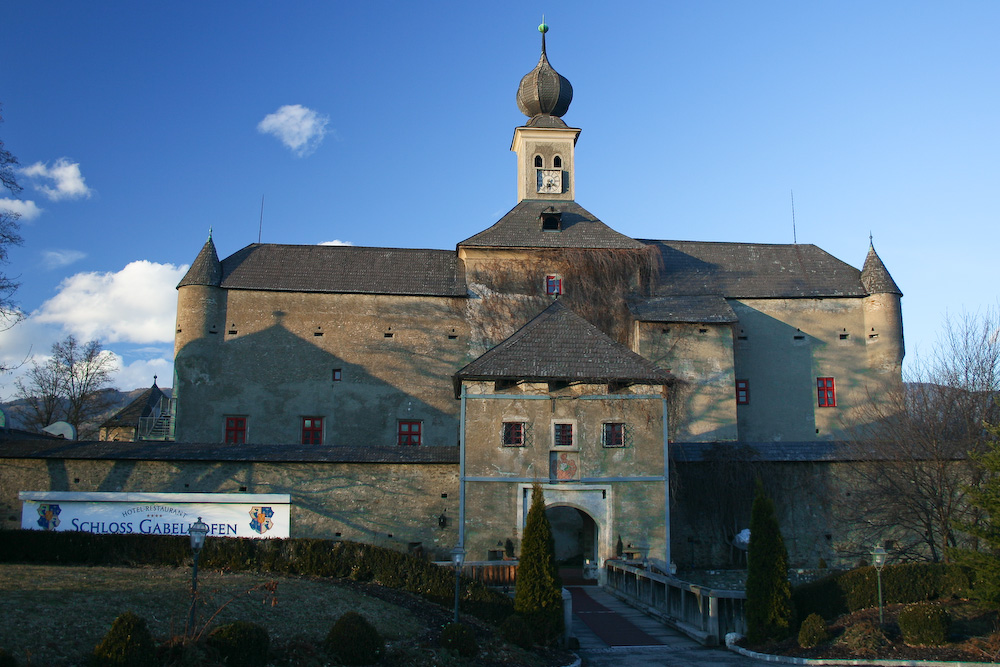
Schloss Gabelhofen

2000 kaufte die H.M.Z. Privatstiftung Schloss Gabelhofen, Fohnsdorf. Die Erweiterung um einen Seminartrakt und eine Kunstgalerie erfolgte 2002.
2009 begann gemeinsam mit Dietmar Tadler die Arbeit an einem Buch, das die Sammlung Helmut Zoidl katalogisiert und beschreibt. Dieses wurde am 5. März 2010 im Schloss Gabelhofen zeitgleich mit einer Vernissage von Bildern des Malers Eduard Angeli vorgestellt.